# 吳鳳
吳鳳（1699年2月17日—1769年9月9日，鄒語：ngo'ho），字元輝，福建省漳州府平和縣人（一說為嘉義番仔潭人），清朝政治人物，任臺灣清治時期之諸羅（後更名嘉義）通事。1769年，擔任通事48年的吳鳳，在社口庄（今中埔鄉社口村）之社寮中，被砂米箕社鄒族人所殺，史稱吳鳳事件。
因日治時期與臺灣戰後時期，皆曾在台灣的小學課本裡描述其「為革除原住民出草的習俗而捨生取義」。嘉義現存有吳鳳廟，奉吳鳳公為神祇。
關於吳鳳事件，最早可查到清朝有文獻記載類似故事，而「犧牲自己以革除原住民出草習俗」的故事，主要由日本政府開始作為安撫原住民、教化漢人百姓的工具，由殖民政府官方高調歌功頌德，拍攝歌舞劇、電影，是為「吳鳳神話」，宣傳原住民出草獵首等行為屬於「野蠻落後」的文化，應該被「教化」與「開化」，而吳鳳則被描繪為「寬大」、「仁慈」，以自我犧牲弭平紛爭的「義士」，為其治理政績背書而廣為老一輩人所知。
戰後，國民政府直接翻譯並沿用日本人的著作，繼續發揮其政治宣傳效益，吳鳳的故事更加被變造修改渲染炒作──如阿里山鄉的前身也叫做吳鳳鄉。透過教育宣傳，文學渲染，電影戲劇等等的影響，這些「感念吳鳳」的舉動使漢人角度的吳鳳故事漸漸成為了一個「史實」。
然而，隨著1987年湯英伸事件發生，人們開始檢討「吳鳳神話」可能對原住民族造成的歧視和刻板印象，並且出現破除「吳鳳神話」的運動。在原住民團體的一再抗議下，1989年內政部正式將吳鳳鄉更名、教育部正式將此故事從教科書刪除、吳鳳廟及故居等相關史蹟也遭到破壞。然而在破除的過程中，開始充斥各種關於吳鳳的無稽謠言和文章傷害吳鳳的形象，其中又以吳鳳奸商論對其中傷最為知名，（參見下方爭議：吳鳳奸商論）導致吳鳳的形象大為受損。

## 時代背景
清領初期，嚴禁人民渡台，亦禁入未化番地，並設立通事（亦稱番割）約束原住民以防事端（阿里山八社通事位在諸羅），然通事亦有欺壓地方造成眾多弊病。1701年（康熙四十年)，劉卻於諸羅作亂、此後1721年發生朱一貴事件，諸羅陷於動亂，阿里山、水沙連各社原住民趁機報復起而肆殺通事。為解決不斷發生的原漢衝突，1722年清政府劃界遷民予以縮小區域，仿鄭氏時的土牛立石為界，以禁偷越，立石處常設隘，隘丁常由熟番充任以番制番，以隔離不同族群，南自羅漢門、北至斗六之間的土牛界，即是鄒族與清帝國的疆界。康熙年間規定禁止漢人開墾番地，然入台移民禁不勝禁，大量移民競相贌租入墾番地，到了1724年（雍正二年）即將「番大租」就地合法。
據目前仍留存的「阿里山番租」契約顯示，早在此之前的1719年（康熙五十八年），夥長（墾首）吳鳳即向「阿里山土官」（台語猫音，與貓不同）簽訂租約，贌租原屬鄒族伊母祝群（imucu）盧麻產社（或）所有的番仔潭，位於今竹崎鄉灣橋附近（今轉音稱鹿滿村），再轉佃租給入墾的漢人。:130-143

## 吳鳳擔任通事時期
在1721年的朱一貴事件，時諸羅李姓通事被原住民趁機報復殺害，諸羅知縣擔心動亂加劇，於是在1722年決定由當時二十四歲的吳鳳接任新通事，原住民得知後，高興得設宴、載歌載舞來慶賀。
1722年畫設土牛界、1724年贌租番地合法化反使漢人不斷大量入墾，亦有官員，藉官莊之名與地方牟利之徒勾結越界侵佔族人領土（因此1744年乾隆特命禁止在台武員招佃開墾田園），或有原住民歸順，這使得與鄒族的疆界不斷地向內山移動，儘管如此仍常有漢人越界侵犯原住民土地而引發出草報復，:130-143 。在全台各地引爆原漢衝突。
吳鳳雖然做為漢人通事，但在某種程度維護著原住民的利益──該論主要根據1971年，嘉義縣番路鄉埔尾村十六號的鄭有文，將珍藏210年的兩件綢契，提供給嘉義縣文獻委員會，這是由通事吳鳳於乾隆二十五年（1760年）3月親自簽字的綢契，證明以下事情：
1752年（乾隆十七年)，嘉義縣番路鄉石頭埔擁有數百甲林地的人物張祿，主張埔尾山東麓為漢人與原住民交界（當時東麓為鄒族居住地），代表原住民族利益的通事吳鳳，堅持以埔尾山頂為界，發生爭執，久控公庭八年不能解決。後經過地方老前輩鄭月（鄭有文祖先）婉勸調處，將交界決定在埔尾山西南麓的鄭月厝水堀頭。可證明當地漢人侵占欺壓原住民，但吳鳳為爭取原住民生存空間仗義而言的事實。
依照記錄，吳鳳擔任通事年間，約1722年至1769年間，尚有六次在漢人、原住民交界立石，禁止漢人越入原住民界。更有一次發布命令，嚴格禁止漢人偷越原住民界域。一再移石重畫疆界、重申禁令，適足證在吳鳳事件發生前後，漢人就已經大量越界侵犯入墾鄒族西側疆界，至1768年（乾隆三十三年），鄒族領地界石已經被東移至太平山脊（今梅山鄉太平村）。:130-143
盡管吳鳳受原住民愛戴，也一定程度代表原民的利益，但吳鳳本身無力阻止漢人擴張。為之後吳鳳事件造成導火線。

## 吳鳳事件
1769年（乾隆三十四年），擔任通事48年的吳鳳，在社口庄（今中埔鄉社口村）之社寮中，被鄒族沙米箕社（Saviki，今山美村）氏所殺。:130-143關於其死因眾說紛紜，但大致可簡單分為兩種版本──
1. 漢人版本的史料，吳鳳是為了不願交出兩鄉漢人而犧牲生命。（但在較晚期的連橫《台灣通史》卻加入了吳鳳與鄒族決戰的資料，請參看吳鳳與鄒族決戰論爭議。）
2. 鄒族口述史中，當地的漢人常侵占族人土地財產，鄒族為復仇發動武力進攻社口庄，結果「誤殺」吳鳳。

### 漢人的文獻記載

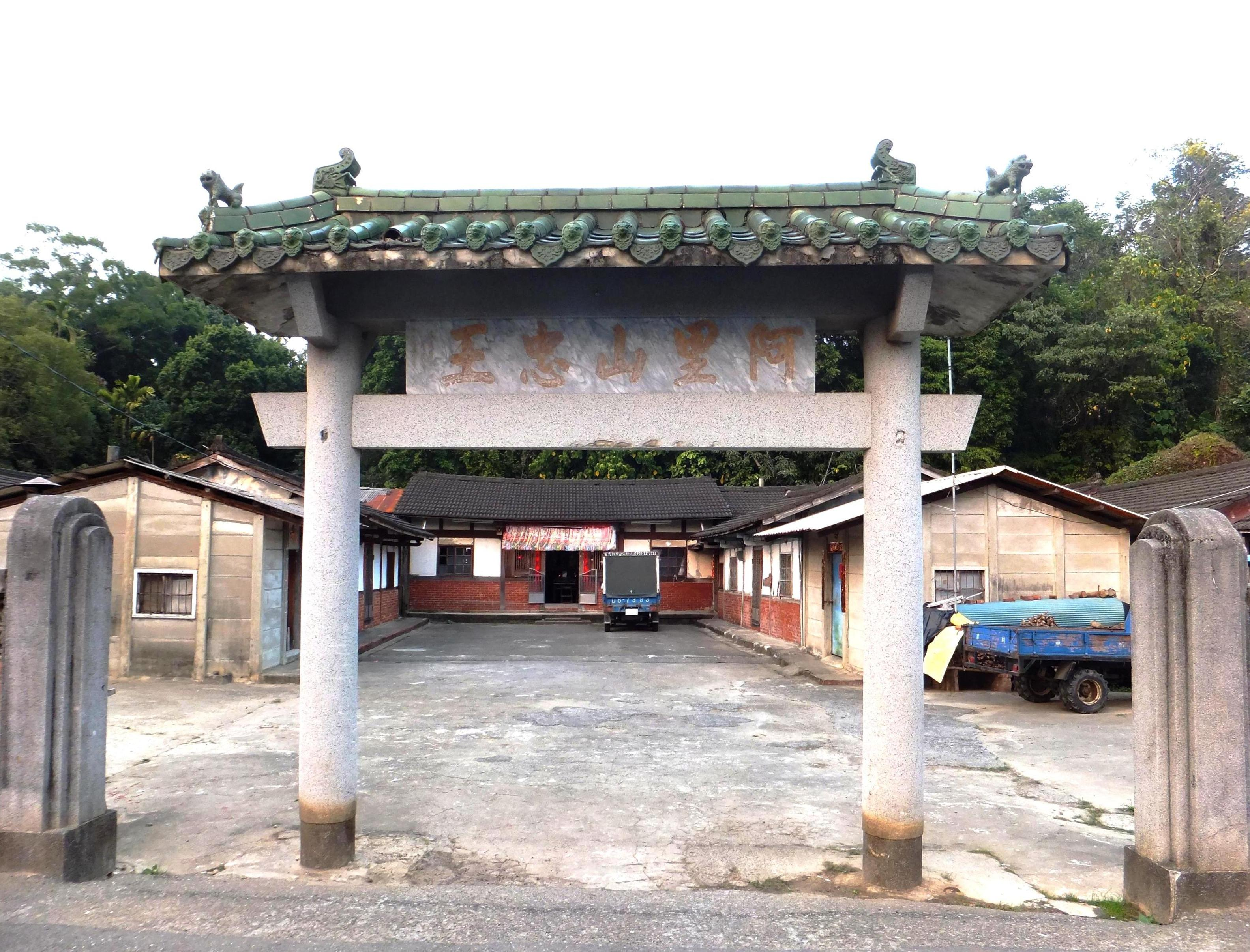
嘉義縣竹崎鄉義仁村的吳鳳故居

目前可以考據的資料，早年漢人記載吳鳳事蹟已在吳鳳身故之後超過80年，計有三處：劉家謀《海音詩》及其附文（咸豐五年，1855年）；倪贊元《雲林縣采訪冊》（光緒二十年，1894年）。較晚的則有連橫《臺灣通史》（發行於大正九年，民國九年，1920年）。

#### 海音詩
紛紛番割總殃民，誰似吳郎澤及人。拚卻頭顱飛不返，社寮俎豆自千秋。

附文：沿山一帶有學習番語、貿易番地者，名日「番割」；生番以女妻之，常誘番出為民害。吳鳳，嘉義番仔潭人，為蒲羌林大社通事。十八社番，每欲殺阿豹厝兩鄉人，鳳為請緩期，密令兩鄉逃避。久而番知鳳所為，將殺鳳。鳳告家人曰：「吾寧一死以安兩鄉之人。」既死，社番每於薄暮見鳳披髮帶劍騎馬而呼，社中人多疫死者，因致祝焉，誓不敢於中路殺人。南則於傀儡社，北則於王字頭，而中路無敢犯者。鳳墳在羌林社，社人春秋祀之。
海音詩附文顯示，吳鳳是為了幫助兩處漢人鄉民逃離，吳鳳代替兩處鄉民受死之後，其鬼魂出沒於原住民社區，致流行疫病發生，鄒族人為之驚恐，從而誓言不再殺害漢人，並應允於春秋兩季，前往知鳳墓地獻上祭物。從原文敘述，可以管窺，吳鳳很可能成為原漢族群衝突的「代罪羔羊」。

#### 雲林縣采訪冊
吳鳳，打貓東堡番仔潭莊人。少讀書，知大義，能通番語。康熙初，臺灣內附，從靖海侯施琅議，設官置戍，招撫生番，募通番語者為通事，掌各社貿易事。然番性嗜殺，通事畏其兇，每買游民以應。及鳳充通事，番眾向之索人；鳳思革敝無術，又不忍買命媚番，藉詞緩之，屢爽其約。歲戊戌，番索人急，鳳度事決裂，乃豫戒家人作紙人持刀躍馬，手提番首如己狀，定期與番議。先一日，謂其眷屬曰：「兇番之性難馴久矣，我思制之無術，又不忍置人於死。今當責以大義，幸而聽，番必我從；否則，必為所殺。我死勿哭，速焚所製紙人；更喝『吳鳳入山』。我死有靈，當除此患」。家人泣諫，不聽。次日番至，鳳服朱衣紅巾以出，諭番眾：「以殺人抵命，王法具在；爾等既受撫，當從約束，何得妄殺人！」番不聽，殺鳳以去；家屬如其戒。社番每見鳳乘馬持刀入其山，見則病，多有死者；相與畏懼，無以為計。會社番有女嫁山下，居民能通漢語，習聞鳳言歸告。其黨益懼，乃於石前立誓永不於嘉義界殺人；其厲乃止。居民感其惠，立祠祀之。至今上四社番猶守其誓，不敢殺擾打貓等堡。

#### 台灣通史
- 臺灣通史/卷31

士有殺身成仁，大則為一國，次為一鄉，又次則為友而死。若荊軻、聶政之徒，感恩知己，激憤舍生，亦足以振懦夫之氣，成俠客之名，歷百世而不泯也。嗚呼！如吳鳳者，則為漢族而死爾。迄今過阿里山者，莫不談之嘖嘖。然則如鳳者，漢族豈可少哉？頂禮而祝之，范金而祀之，而後可以報我先民之德也。

吳鳳，諸羅打貓東堡番仔潭莊人，今隸雲林，字元輝。少讀書，知大義，以任俠聞里中。康熙中，諸番內附，守土官募識番語者為通事。鳳素知番情，又勇敢，諸番畏之。五十一年，為阿里山通事。阿里山者，諸羅之大山也；大小四十八社，社各有酋，所部或數百人、數十人。性凶猛，射獵為生，嗜殺人，漢人無敢至者。前時通事與番約，歲以漢人男女二人與番，番秋收時殺以祭，謂之作饗，猶報賽也。屠牛宰羊，聚飲歡呼，以歌頌其祖若宗之雄武。然猶不守約束，時有殺人，而官軍未敢討。

鳳至，聞其事，嘆曰：「彼番也，吾漢族也，吾必使彼不敢殺我人。」或曰：「有約在，彼不從奈何？且歲與二人，公固無害也。」鳳怒叱曰：「而何卑耶，夫無罪而殺人，不仁也。殺同胞以求利，不義也。彼欲殺我，而我則與之，不智也。且我輩皆漢族之健者，不能威而制之，已非男子；而又奴顏婢膝，以媚彼番人，不武也。有一於是，乃公不為也！」其年番至，請如約。鳳饗之，告曰：「今歲大熟，人難購。吾且與若牛，明年償之。」番諾而去。明年至，又紿之。如是五年。番知鳳之終紿己也，群聚謀曰：「今歲不與人，則殺鳳以祭。」聞者告鳳。鳳曰：「吾固不得去。且吾去，公等將奈何？彼番果敢殺我，吾死為厲鬼，必殲之無遺。」

鳳居固近山，伐木抽籐之輩百數十人，皆矯健有力者，編為四隊，伏隘待。戒曰：「番逃時，則起擊。」又作紙人肖己狀，弩目散髮，提長刀，騎怒馬，面山立。約家人曰：「番至，吾必決鬥。若聞吾大呼，則亦呼。趣火相，放煤竹，以佐威。」越數日，番酋至，從數十人，奔鳳家。鳳危坐堂上，神氣飛越。酋告曰：「公許我以人，何背約？今不與，我等不歸矣。」鳳叱曰：「蠢奴，吾死亦不與若人。」番怒刃鳳，鳳亦格之，終被誅。大呼曰：「吳鳳殺番去矣！」聞者亦呼曰：「吳鳳殺番去矣！」鳴金伐鼓，聲震山谷。番驚竄。鳳所部起擊之，死傷略盡。一、二走入山者，又見鳳逐之，多悸死。婦女懼，匿室中，無所得食，亦槁餓死。已而疫作，四十八社番莫不見鳳之馳逐山中也。於是群聚語曰：「此必吾族殺鳳之罪。今當求鳳恕我！」

各社舉一長老，匍匐至家，跪禱曰：「公靈在上，吾族從今不敢殺漢人。殺則滅！」埋石為誓。自是乃安。尊鳳為阿里山神，立祠禱祀。至今入山者皆無害。

連橫曰：鳳之死也，或言康熙五十七年，或言乾隆三十四年八月十日，相距竟五十二年。余以後說確也。朱一貴既平之後，阿里山番始內附，則鳳為通事，當在乾隆時也。鳳生於康熙三十八年正月十八日，歿時年七十有一，配陳氏，生二子，曰汀援，曰汀巽。光緒中，其後嗣請列祀典，嘉人士亦以為言，未成而遭割臺之役。然鳳之威稜，至今猶在阿里山也。君子疾歿世而名不稱，如鳳者豈有死哉？
《雲林縣采訪冊》及《臺灣通史》前半段所述大致相同，吳鳳因不願效法前人按期獻上兩鄉漢人、屢屢延宕爽約，後被積怨已深的原住民殺害，但其在死前用計謀佈置機關、假人，加上事件之後發生天花瘟疫族人大量死亡，使原住民誤以為吳鳳鬼魂作祟，最後尊吳鳳為神，從此恐懼不再殺漢人。對比年代較早的海音詩及其附文，殺害理由有所出入，但不再殺漢人的原因相當一致。

### 鄒族與其他原住民族相關吳鳳的口述史

#### 達邦社的Jaspe Noats-Atsuhijana（時年44歲）口述
「平地的鄒族在海邊看到陌生人出現，那是頭一次來的漢人，爭鬥開始了。鄒族沒有鎗，漢人有鎗。在平地打仗，絕不會勝過有鎗的人。平地的鄒族就回到山地來。鄒族很生氣，他們一見漢人就要全部殺掉。……但後來天花流行，死了很多人。像馬一樣的人在社內驅馳，從那時起就不殺人。本島人（永住台灣的漢人）說：『不可殺人，給你圓石頭，這石頭磨滅了以後，才可再殺人。』」
這個像馬一樣的漢人，應該就是吳鳳，此口述可以大致與海音詩等史料對觀。另外根據楊景文在1994年的見聞，特富野集會所仍有那顆球型石。:11

#### 津田毅一（時任嘉義廳長）問達邦社、知母朥（知母臘）社頭目口述
「如聞，由於吾等祖先馘吳鳳首級，為其鬼所祟，痘瘡蔓延，死者無數。所以為謝其靈，由溪中取一圓石，誓以此石宿爛以前絕不馘漢人。然慮其怒上不霽，緘口不談吳鳳，若抵社口庄，也急步通過，不敢看吳鳳廟。此日奉嘉義廳長之召，列席祭拜鳳神位；吳靈應捨舊怨，不再降災殃，將可以安心。蓋我祖先是誤殺吳鳳，不是自初就有殺鳳意。當時鳳在社口庄設公廨，為吾等祖先謀也頗忠，社眾齊信賴之，然其役所之漢人混有無賴惡少，常侵入蕃社勒索雞豬、姦淫婦女⋯⋯凶暴橫肆，殆不知所底止。是以闔族憤恨深入骨髓，終議決報怨，襲社口庄之公廨，殺害一人刎其首而歸後，始知乃吳鳳。」
該論述和上面提到的圓石頭可以對觀，文中反應出當時鄒族對死後吳鳳的敬畏，亦可與《海音詩》對觀，另外描述吳鳳時常為鄒族謀事情，頗得社眾信賴，但是當地役所有一些無賴惡少欺凌鄒族，導致鄒族意圖對漢族復仇因此襲擊社口庄，沒想到錯殺吳鳳，足以證明殺害吳鳳屬於「誤殺」，而非「復仇」。

#### 勃子社頭目阿買（時年約55、56歲）口述
「故老所傳，吳鳳是的人。」
根據當時駐沙米箕蕃務所的中村喜十郎警部，翻譯是用功及第一等的意思，是賢哲、博學、精通的意思，是思慮。此話反應阿買和耆老們都認為吳鳳為思慮傑出的人。

#### 溫貞祥（Yapasuyongu Ucna，時年約86歲）相關口述
這是比較新且現代的口述史，根據胡台麗採訪溫貞祥的記錄，吳鳳是山美杜家Tosuku殺的。根據其說法，Tosuku之所以殺吳鳳原因，乃是有漢人憎恨吳鳳，想借山地人來殺吳鳳，Tosuku氏是被設計陷害。
當時漢人一直想要直接到山上做生意，但吳鳳訂下規則，限制漢人越界做生意。漢人懷恨在心，因此想借鄒族之手來借刀殺人。吳鳳做通事，要求在平地的鄒族安家和溫家遷入山區，並且答應給他們稻穀、鹽和火柴作為補償。但時間一長，漢人不滿意，不再繳稻穀、鹽和火柴給吳鳳，而想自行入山買賣，吳鳳不同意。但吳鳳收不到稻穀、鹽和火柴，無法照約定給鄒族人。鄒族人認為他違約，非常不滿意。
由於Tosuku氏與吳鳳連續兩年都沒取得貨，吳鳳因此說：「第三年如你們拿不到，你們可以拿我的頭」。第三年，仍舊無貨，無可奈何下，吳鳳只好一個人面對。Tosuku氏就按照吳鳳自己說的話，拿下他的人頭。
本史料和日治時代的口述史史料都同為誤殺，但有漢人陷害吳鳳並且借鄒族的刀殺人的細節。吳鳳因為限制漢人越界，也和前述吳鳳保護鄒族利益吻合。另外，如果對照漢人的史料──吳鳳不願交人而犧牲了自己的情形。極有可能就是不願交出那些「刻意不交貨」的漢人，就可以串接出漢人和鄒族史料的共同點。
另外溫貞祥的版本中，吳鳳並無騎馬一事。

### 《殺身成仁通事吳鳳》的紀錄
《殺身成仁通事吳鳳》為1911年中田直久編，四年後又完成漢譯，該本為中田直久對當地吳鳳做的田野調查，採訪過當地漢人和原住民做的整理資料，被楊雲萍認為是可信的史料之一，但亦有部分文學修飾。該作有一正傳和六種異傳。另外，中田直久認定這些異傳不影響正傳，但異傳有其參考價值故列上。

#### 正傳
八月十日，朝靄模糊，老軀煢然，指社口莊而進，日旣停午，群原住民各攜弓矢劍矛，圍社口莊支廨，闃無人影，西方遙有人，朱衣紅巾，悠悠徐步，原住民相呼飈馳，擊之刎其元，曰壯者也，曰青年也，高擎其首級，衆熟視，忽叫曰呀，曰吳通事也，吳通事也，皆楞然變色，誰知昨約畀人者，其自畀吾軀，原住民雖暴，豈得不怪而惑乎，棄其屍，悄悄而去。
此一正傳最接近「吳鳳神話」的描述，吳鳳神話可能也參考該版本，並且時間詳細紀錄是在八月十日白天早上，最後情節中，原住民殺掉吳鳳後感到震驚，可對應鄒族口述史的「誤殺」。

#### 異傳一‧中埔地方漢人與原住民口碑說
中埔地方漢人與原住民口碑說：「吳蒞任也，原住民來索享祀頭顱五十，不與則隨意馘首，吳答多數難速得，應俟次年，而幾年之久，以人不充數緩期，終約，明年如不充數，則當畀吾頭顱，明年，原住民竟殺吳……」。
此一異傳最接近早期漢人史料的版本。

#### 異傳二‧石埔有社頭目說
石埔有社頭目說：「吳通事會衆原住民於社口莊，諭曰：有如殺人不從朝命，自有制度，爾等受撫，不得不遵守其約束，何妄賊生為！若不肯從命，寧刎吾首。原住民有狂愚者，終殺吳通事……」
此一異傳描述有一「狂愚」的原住民殺了吳鳳，在這版本中也是「誤殺」，但差別在似乎是單一人行兇。

#### 異傳三‧羅羅石社頭目老原住民等說
羅羅石社頭目老原住民等說：「原住民往吳通事之家，殺其二兒之一。明年又欲殺其一兒，吳通事曰：此兒不能畀，寧畀吾軀，遂為所殺……」
此一異傳中，吳鳳兩個兒子一個已經被殺，為了保護第二個兒子，自願犧牲自己的命。是和所有史料中差距最大的版本。

#### 異傳四‧竹頭崎支廳地方人民說
竹頭崎支廳地方人民說：「吳鳳欲矯正原住民馘首之惡習，當其祭祀，告于原住民曰：爾等休截馘，明年應畀二百，原住民悅而應焉，至明年，告曰：應待來年，必當畀一百首級。如此十數年，稍稍減數至一首級。終謂自捨其躬以懲蕃，輒以紙造亂髮瞋目提劍跨馬之像，令家人其死時焚之。乃至大社，上高丘拜天地神明，跪座不動，遂為所殺……」
這一異傳中，吳鳳用話術試圖減少鄒族馘人頭的數量，想借用鬼神力量，最終犧牲自己性命。

#### 異傳五‧原住民產物交換場
當時開設原住民產物交換場，一歲為二回或三回。而一開場與一首級為例。吳鳳就職，使俟明年，幾十年之久，至算首級數十，鳳竟持己軀以贖之。

#### 異傳六
「……通事曰貿易，特畀以男女二人，而貪其利。吳鳳就職，怒其不義禁絕之。原住民來乞，置酒食大饗，告曰：今日豐饒難購人，當明年償之，以牛替之。年年如此，逮四年，曰：明年必畀人。原住民以為詭誑，怒曰：不若約必殺吳……乃會壯丁百數十人，部署四隊伏要路……旣而群原住民來迫，吳叱曰：蠢奴何乞！吾死不與。原住民怒將剚吳，吳大呼鬥而死……」
該版本最接近連橫《台灣通史‧吳鳳列傳》，該版本立場吳鳳明顯反對鄒族殺人頭一事，並且拒絕交人，同時找來人手伏擊，並且有怒罵「蠢奴」的共同情節，而《台灣通史》雖然寫作時間早於《殺身成仁通事吳鳳》，但出版時間卻略晚於該作，該異傳六和異傳四極可能是連橫引用史料的來源。

## 吳鳳事件之後
吳鳳事件事發後不久，阿里山南方沙米箕社出現嚴重的天花癘疫（tma'congo no hicu，意即惡靈之病）而全社幾近滅絕，沙米箕社頭目道數古都罹患痘瘡而死，殘餘之社人於是棄社向東逃往深山，頭目家族遷徙往知母朥社，有些人遷徙至鼈頭社或野馬加右社，沙米箕社因此成為荒原，而富霞全社只剩兩、三人，勃子社罹患者亦不少，轉遷徙到野以射那，後又遷徙野五阿那，後來才定居現住地。
有些則進入布農族巒社群（Takbanuaz）領地，為該社群所收留，後來鄒人稱之為，意即「巒社群之杜氏族」，今漢姓為「松」。事實上，吳鳳事件之前，與吳鳳簽訂租約的蘆麻產社（romasana）所屬的伊母祝群，在1717年即因感染瘴厲，死亡甚眾，而棄社遷移至阿拔泉社，後再遷逃至草嶺（lompuhu）、石鼓盤（即今豐山村治），最後遷至全仔社（po'oyuana），還是難逃瘟疫形影不離般地追擊，幾乎造成舉族全滅，殘餘者流入特富野來吉社（pnguu），會所（kuba）廢棄，終告滅亡。鄒人除了受天花癘疫重創，亦與鄰近的布農族競爭漸居於劣勢，勢力大衰。:130-143
事件之後，新頭目找來了大圓石，代替吳鳳首級，召集許多巫師座驅逐病魔的祈禱，且發誓斷絕殺害漢人，阿里山原住民出草野因此事件減少，當地漢人認定是吳鳳的影響，故為感念吳鳳，立祠祭祀。嘉慶末年，由通事楊秘推動，在社口庄吳氏邸址，創建祠宇，每年八月，以其殉職之日虔誠祭祀。此後，吳鳳廟迭有興修，至1985年擴建成吳鳳紀念公園。

## 吳鳳神話

### 由來

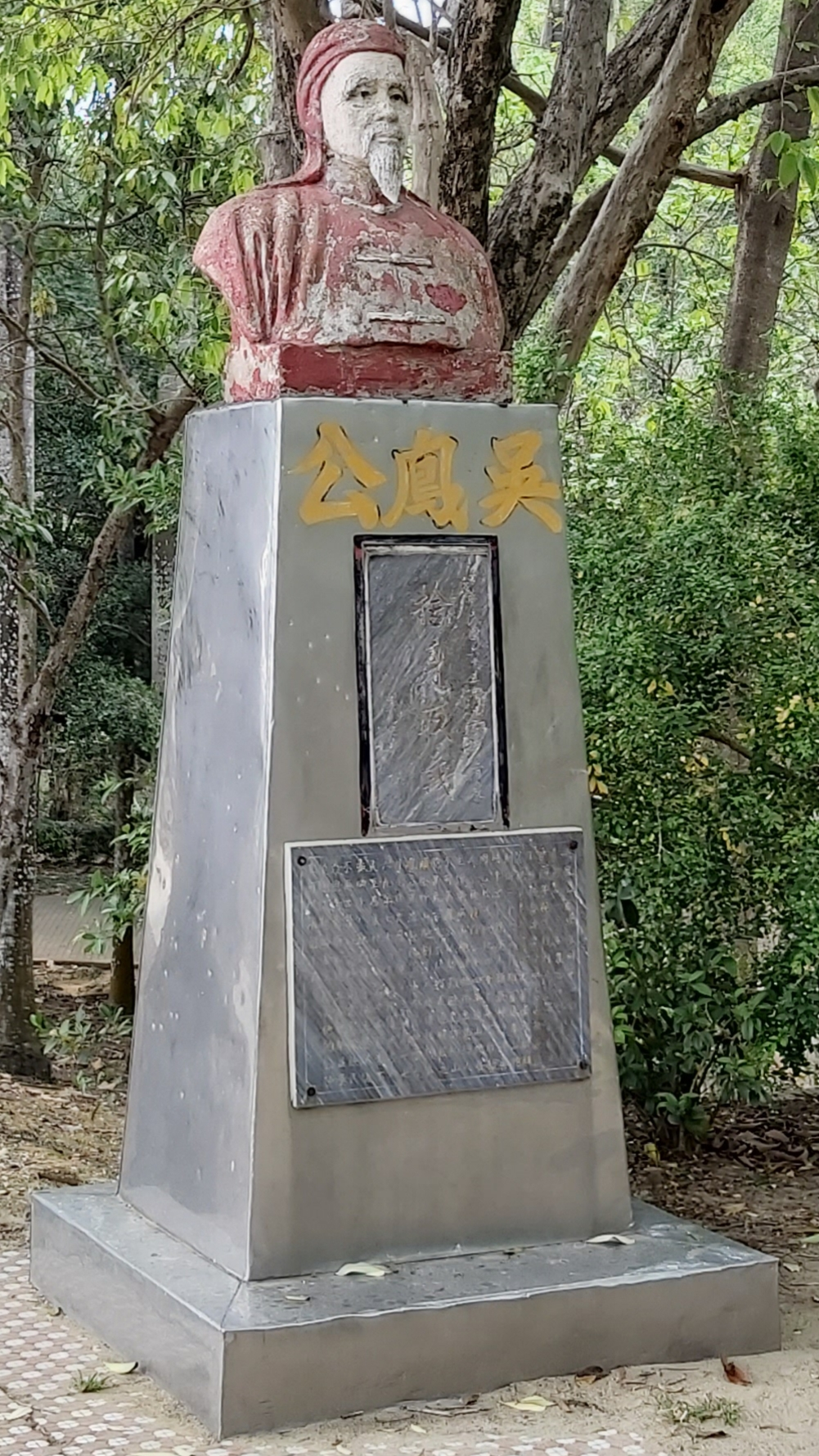
嘉義公園吳鳳塑像

到日治時代，相對於台灣北部的原住民（當時日人稱為「北蕃」，現分為泰雅、賽德克、太魯閣等族），南部的鄒族並未激烈對抗日本人，向當地漢人探聽之下得知吳鳳的事蹟，於是被改編成「吳鳳神話」。1909年嘉義廳長津田義一編纂《吳鳳傳》:50，1912年中田直久寫了一篇《殺身成仁通事吳鳳》:49，1913年日本當局興建吳鳳廟:49，當時的臺灣總督佐久間左馬太更親自主祭。同時吳鳳事蹟也編入小學教科書:50、改編成歌舞劇。甚至日本人三屋靜也在1931年編纂了《吳鳳傳》。吳鳳遂成為日本統治者「理蕃」的論述基礎，成功的宣達原住民的行為是「野蠻落後」的，是應該被「教化」與「開化」的，而吳鳳則是「寬大」、「仁慈」，以自我犧牲弭平紛爭的「義士」。
- 阿里山蕃通事吳元輝碑

吾初蒞臺灣也，巡覽阿里山森林；阿里屬嘉義廳治，峰巒襞積，谿壑迴環，而番人馴服，愈於他番，吾甚異之。父老皆曰：「此吳元輝流澤所致也。」吾聞而滋感焉！乃訪其廟賦詩以弔之，將刊山石，顯其潛德，會有命卸事不果。頃者，嘉義廳長津田君，募貲立碑，以書走京師，請吾為銘，嗚呼！此成吾疇昔之志者，寧得不喜而銘之乎？元輝名鳳，姓吳氏，元輝其字也；清福建漳州平和縣人，考名珠，妣蔡氏，航臺灣居諸羅之鹿？產社。元輝讀書知大義，旁通番語，年二十四為通事。是時移民侵墾番地，有社商、社棍，又有番割介在民番之間，貪殘無饜，元輝憂之，設定軌則，悉心措辦，宿弊漸革，民番悅服。但番每祭必殺人，蓋積習而不可移也。番人屢請馘首，元輝界物，百方開諭不聽，爰設詞延至數年，番以為誑，嗷嗷不已。元輝厲聲謂曰：「殺人者王法所不赦，然予既與汝約矣，其必履之，異日仍有天殃，汝曹悔蔑及也。」戒家人曰：「予將授首，永絕後患！」即命以後事，一家掩泣。屆期徐步赴會，番迫而殺之，始知為元輝，相顧駭去。家人殮之，焚芻靈紙馬禱曰：「公推誠拊循，冀革其非心，今齎恨以歿，靈其不泯，當禍祟番社，靡有孑遺。」遂葬於枋樹腳。元輝之死也番見其橫刀躍馬，馳騁如電；既而陰雨綿延，疫癘大作，死亡相踵。番酋震懼，請巫以祓穰，巫曰：「祭吳公之靈，乃可免也。」番即營祭，瀝血埋石，誓不殺人，於是阿里四十八社獷戾嗜殺之習除矣。蓋元輝志識魁奇，有古俠烈風，在職五十年，炎瘴厲霧，不憚綏撫之勞，一旦捐軀，使文身鑿齒之，翕然嚮化，此所謂殺身成仁者非耶！元輝生於康熙三十八年正月十八日，歿於乾隆三十四年八月十日，年七十一；配陳氏，子二人，曰汀援、汀巽。鄉人思其流澤，立廟以祀，又可尚也。抑阿里森林之域，林林焉，總總焉，自改籍以來，謀築鐵路，設電機，具為採辦，而番不唯無害，轉相為力，得發天地之藏，成國家之業，未始非元輝之賜也。津田君既諒之，乃脩其廟，歌詠其事，余復立碑，以嬗於來茲，信為美矣。銘曰：「瞻言阿里山一色，掃開烟霧闢榛棘，庶士交正品物興，協和民番教耕織；疇知獷俗難猝除，慨然授命破頑惑，功在家國澤在民，赫濯聲靈殊莫測。鄉人感激常咨嗟，炭祠明禋報遺德；氣磅礡兮神彷徨，緬成仁兮可矜式，山青青兮水冷冷，碑屹立兮曷有極。」明治四十五年五月，原任臺灣總督府民政長官從三位勳一等男爵後藤新平譔文。
此碑建於大正元年（1912年），其中提到了「屆期徐步赴會，番迫而殺之，始知為元輝，相顧駭去」就是吳鳳神話的原型。而神話中的「紅衣」或取自《雲林縣采訪冊》中「次日番至，鳳服朱衣紅巾以出。」

### 成為教材
吳鳳神話在日治時期迅速傳播，甚至成為教材，選入教科書中。且不僅臺灣，連日本內地、朝鮮殖民地的教科書也選用：
- 臺灣總督府公學校教科書中，收錄吳鳳文章的有：
  - 公学校用国民讀本 卷11第24課 1914年（大正3年）
  - 公学校修身書 卷4第4課 1914年（大正3年）
  - 公学校用国語讀本第一種 卷8第25課 1924年（大正13年）
  - 公学校修身書 卷4第14課 1929年（昭和4年）
  - 公学校用漢文讀本 卷6第19課 1933年（昭和8年）
  - 公学校用国語讀本第一種 卷8第18課 1940年（昭和15年）
- 日本文部省教科書中，收錄吳鳳文章的有：
  - 第二種尋常小学讀本 自習用乙第2課 1917年（大正6年）
  - 尋常小学国語讀本 卷8第6課 1921年（大正10年）
  - 尋常小学讀本 修正版卷11第2課 1922年（大正11年）
  - 小学国語讀本 卷8第3課 1936年（昭和11年）
- 朝鮮總督府普通學校教科書中，收錄吳鳳文章的有：
  - 普通学校国語讀本 卷8第6課 1923年（大正12年）
  - 普通学校国語讀本 卷8第17課 1930年（昭和5年）

舉例而言，以下為日本文部省尋常小學國語讀本卷八（昭和3年）的內容：
然而值得一提的是，這些教材，小學校（收日本人學生）和公學校（收台灣人學生）的教材內容有差異，而原住民用的教科書並沒有吳鳳的教材。公學校的教材凸顯漢人與原住民的差異，並強調殺死吳鳳後上天的懲罰；小學校的教材則籠統的陳述不同族群:140-144。

### 延續
戰後1947年9月24日，嘉義市長宓汝卓於吳鳳廟舉行紀念會，會後電呈臺灣省政府轉呈中央以吳鳳被殺之日為公務員節，但省主席魏道明以「查此事屬地方性不宜為全國性節日」拒絕。
戰後國民政府仍繼續沿用吳鳳神話，1947年發生二二八事件，為了加強思想箝制，10月警備總部隨附的《建國月刊》創刊，11月製作〈吳鳳紀念特輯〉，隨後並將吳鳳神話編入小學國語課本與生活與倫理課本，課文來自梁容若所寫的文章〈仁聖吳鳳傳〉，將吳鳳比做超越耶穌、甘地的至聖至仁:130-139，幾乎是直接翻譯日本的國語讀本。
- 課文選例

臺灣的山番，在祭典時有獵人首之風，可是只有阿里山的山番早就停止了這項陋習，這是吳鳳的餘蔭。吳鳳是大約兩百年前的人，是阿里山的官員，因為他很疼愛番人，所以被山番所仰慕。吳鳳當官時想革除獵首的惡習，剛好山番在前年所獵人頭有四十幾個，所以叫他們以後每一年用一個。不知不覺已過了四十多年，祭祀用的人頭已沒有了，山番們就向吳鳳請求允許獵人頭，吳鳳勸說因祭祀而殺人不好，就拖延了一年又一年。到第四年時，山番前來說：「再也不能等了。」吳鳳說：「那麼需要人頭的話，明日白天時，就獵取戴紅帽穿紅衣經過這裡的人頭。」翌日，山番們聚集在住所旁，果然來了戴紅帽穿紅衣的人。等候的山番馬上殺了那個人取下頭顱。一看，是吳鳳，山番大聲哭了。於是，山番奉吳鳳為神，在其前發誓以後絕不獵人頭，一直到現在。

### 破棄
- 1986年（民國75年），發生湯英伸事件。根據起訴書記載，湯英伸於翔翔洗衣店工作，因長期深夜工作加上僱主甚至未告知薪水額度，使他非常想辭職。其後湯英伸和親戚飲酒後返回洗衣店，卻在深夜再次被僱主叫起來工作。湯英伸一怒之下向僱主辭職並要求索回由僱主扣押的身分證，僱主拒絕，並說湯英伸的工資還無法還清他對僱主的借款，兩人衝突越演越烈，從口角演變成打鬥。湯英伸在過程中拿起拔釘器打向僱主後腦與臉部，聽到打鬥聲趕來的僱主妻子同樣被湯英伸以拔釘器擊中臉部。其後，湯英伸為避免自己的殺人行為被其他人發現，於是嘗試勒死僱主的幼女，並以重拳毆打。最後，湯英伸取走自己的身分證與皮夾內的現金後離開犯罪現場。學者蔣勳、胡台麗等人聲援湯英伸，希望政府能夠特赦湯英伸。受此事件影響，學界開始討論吳鳳神話造成對鄒族人的歧視。同年9月9日，鄒族人發起遊行，要求把吳鳳鄉更名。
- 1988年（民國77年）林宗正牧師與黃昭凱等率領的數名原住民青年以電鋸與鋼索拆毀嘉義車站前的吳鳳銅像[15][20]。受此事件影響，1989年（民國78年）1月1日，吳鳳廟史蹟陳列室遭受三、四對不明人士縱火，造成匾額被燒焦黑、門面半毀[21][22]；3月1日內政部正式將吳鳳鄉改為阿里山鄉，教育部長毛高文於同年9月12日同意將吳鳳故事由課本中刪除。[23][24]

## 爭議
由於吳鳳的生平未有官方正史，主要依賴當地漢人史料和鄒族的傳說，導致其死因也是眾說紛紜，最大原因在於許多人對於「吳鳳事件」和「吳鳳神話」破除後的過程本身的混淆所導致。傳說或吳鳳神話中的情節與原住民習俗相悖，並非是故事編造者無知的結果，有時是為了合理化故事情節的發展所捏造出來的:128。對吳鳳的評價有原住民和漢人的觀點，以下詳列雙方觀點，不可不察。

#### 吳鳳奸商論
- 持論觀點：該論最早可能來自於1983年《高山青》雜誌的「吳鳳是我們殺的，因為他是奸商。」一文[25]，後來在「吳鳳神話」破除過程被當成理論依據，並且被台灣許多政治人物如谷辣斯·尤達卡、馬躍·比吼[26]以及不少民間大眾深信，也被原住民委員會寫入網站內文中[27]。該論聲稱來自鄒族田野調查的「鄒族口述史」（但內容卻和其他版本鄒族口述史衝突）[28]且進一步延伸出吳鳳是惡毒買辦，利用通事身分做中飽私囊，並認為鄒族殺害吳鳳是一種抗暴行徑。

- 反論觀點：該論只是理論不能證明為事實，此外根據楊景文查證，吳鳳死後留給子孫四甲地[29]，該土地以現代來說很多，但以早期農耕拓荒時代和當時地主的土地量並不能算是富裕，吳鳳後人更長期從事務農[4]，明顯表徵吳鳳沒有貪圖利益。另外吳鳳擔任通事四十八年，如吳鳳是奸商，為什麼長達四十八年的時間，鄒族都願意忍受吳鳳「奸商式」的惡行，等到他將近高齡七十多歲才將之殺害？此外對照鄒族口述史，也認為吳鳳是因族人以武力報復其他漢人欺壓侵犯，而遭「誤殺」，並非對其本人復仇。[7]

#### 紅衣英雄論
- 持論觀點：鄒族牧師鄭信得表示的一個疑點：「族人能夠穿紅色，代表是一個英雄，不可能說我們看到一個穿紅色、代表受人尊敬的人，卻射殺他？」[30]此疑點認為吳鳳當時穿紅衣，鄒族人認為紅衣是英雄，因此不可能殺害吳鳳。

- 反方觀點：吳鳳穿著紅衣一事，最早紀錄於《雲林縣採訪冊》，根據楊景文的論述，吳鳳穿著的紅衣比較可能偏紅頭師公服，顏色為大紅色，兩者不至於差異大到難以分辨[6]:54。此外吳鳳遭殺時間如果對照漢人史料可能是晚間，晚間更難以看清顏色。

#### 阿里山無馬論
日治時的故事情節稱吳鳳「徐步赴會」，戰後1950年版國語課本第四冊描述穿紅衣的人「悠閒的走來」，到了1987年版生活與倫理課本第一冊演變成「騎著一匹白馬過來」，是戰後才逐漸演進的荒謬情節的安排。:145
- 持論觀點：同樣是根據鄒族牧師鄭信得表示的一個疑點：「白馬那就更不用講，阿里山大概從來沒有馬這種東西。」[30]大致而言是針對「吳鳳神話」指出阿里山無馬的論述。

- 反論觀點：最早期的漢人史料中就有提到吳鳳騎馬，並且在鄒族口述史中也有提到「馬」的出現。[6]:54此外「吳鳳時台灣無馬」一說也並非真實，對照滿州六十七居魯的畫作《番社采風圖考》，是為雍正年間的畫作，其中就畫有原住民族騎馬捉牛一事，足證明阿里山有馬。[31]

#### 舊人頭祭神錯誤論
- 持論觀點：該論述認為不可能叫原住民用舊人頭祭神。若肯用舊骷髏祭神，為何不叫他們由墓塚挖掘出一些舊頭骨使用呢？楊景文亦認為這應該是中田直久的文學創作。事實上單達邦集會所就有五六百顆人頭。[6]:55

#### 鄒族尚有獵首論
- 持論觀點：在「吳鳳神話」中，吳鳳死後，鄒族就發誓不再獵首。但記錄上，吳鳳死後鄒族尚有獵首的事實。
- 反論觀點：楊景文認為因為北鄒住在日月潭，南鄒（即現代分類的卡那卡那富族和拉阿魯哇族）在現在高雄市的荖濃、六龜一帶，鄒族並非以整個族群為單位，而是以部落為單位，只有阿里山附近的鄒族受到吳鳳影響。[6]:56其他的鄒族繼續出草，本身無關於吳鳳[32]。而現實中，與吳鳳事件有關的鄒族社群在事件後因天花瘟疫大量死亡，一再棄社而逃，幾近滅絕，此時鄰近的布農族由東方翻越玉山山脈進入濁水溪中游與支流一帶，對鄒族的壓力也更形增強，而未必有餘力再出草。[3]:130-143

#### 吳鳳教原住民族種水稻論
- 持論觀點：日治至解嚴前的官方宣傳，認為吳鳳是教導鄒族種植水稻、給族人帶來富足並且為了矯正原住民的獵人頭陋習而捨生取義的偉人。
- 反論觀點：認為從來沒有吳鳳教導原住民族種水稻的事實，阿里山的環境也不適合種植水稻，鄒族傳統作物從頭到尾都是小米。

#### 吳鳳與鄒族決戰論
- 持論觀點：此論來自於連橫《台灣通史》和中田直久《殺身成仁通事吳鳳》的一個異傳，大致描述是吳鳳在自己家中，準備與蕃人格鬥的作戰立場。此立場表明吳鳳和鄒族是敵對關係。
- 反論觀點：此論有很多疑點，首先楊景文指出吳鳳如果要與鄒族格鬥，為什麼使用爆竹，而不準備火鎗？再者他認為吳鳳被殺地點明明是社口庄，但吳鳳家中在竹崎鄉番仔潭，相距八公里以上，為什麼會移動這麼遠距離。他認為這是連橫有漢人主義思想的改作。[6]:53

## 現狀
「吳鳳神話」傷害了鄒族，但「吳鳳神話」的破除過程亦傷害了吳鳳的形象，在那之後吳鳳的社會評價出現翻轉後，嘉義縣當地吳鳳廟不再是重要旅遊景點，官方開始減少維護、旅客稀少、香火衰落，甚至還一度被竊賊闖入盜走殿內的九龍木雕、窗櫺等珍貴文物。吳鳳故居及公園亦然。由於吳鳳故事已自教科書刪除多年、復加上顧及族群和諧，官方與民間幾乎不再宣傳相關事蹟、或刻意避而不談。故目前年輕一輩台灣人已經少人知悉，逐漸被民間所淡忘。

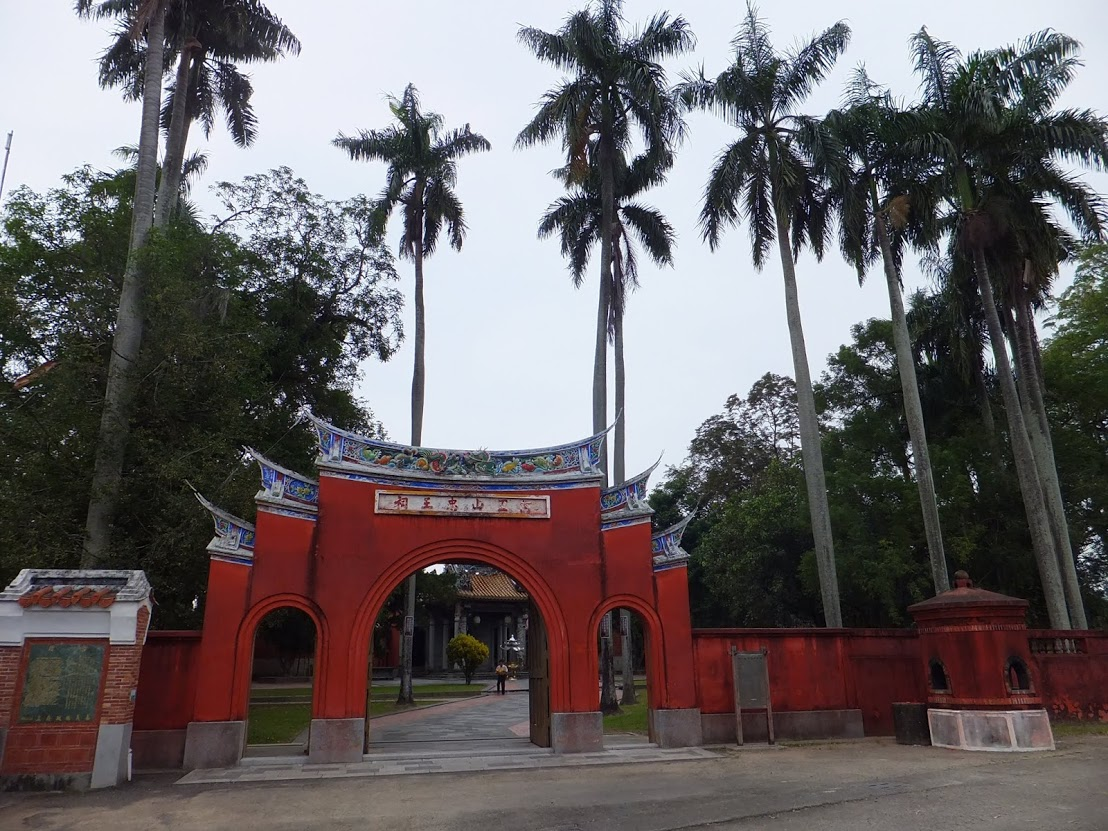
吳鳳廟

## 相關文藝創作
吳鳳曾有相當多文藝創作，清領時期和日治時期有大量關於吳鳳的詩文創作，台灣戒嚴時期則有以吳鳳為主題的影視作品。
然而隨著吳鳳神話破除與相關謠言影響吳鳳形象，目前已未見用吳鳳為主角的文藝創作。
- 《全臺詩》：早期關於吳鳳的古典詩文約有七十多首。[37][38]
- 1912年，小松孤松，〈聞吳鳳祠堂告成有感〉：是一部載於《臺灣日日新報》的雜言古詩，內容反應吳鳳事件。[39]
- 1949年，《阿里山風雲》：上海國泰電影公司製作、張英與張徹導演，並於臺灣取景的電影《阿里山風雲》中，由演員李影飾演吳鳳[40]。該片現已亡佚。
- 1962年，《吳鳳》：卜萬蒼導演執導，王引，張美瑤，龔稼農，張潘陽等主演的彩色電影，也是台灣第一部彩色寬銀幕電影。[41]
- 1979年，楊牧，《吳鳳》：是一部四幕詩劇，為楊牧少見的史詩作品，全詩高達兩千句，〈偉大的吳鳳〉稱吳鳳在墜落白馬時，「乃成阿里山之神，中國人之神，全人類之神」。[18]:122[42]